# Zamek kłamców
Zamek kłamców (ros. Замок лгунов) – radziecki krótkometrażowy film animowany z 1983 roku w reżyserii Giennadija Sokolskiego. 

## Obsada (głosy)
- Jewgienij Stiebłow jako narrator